# Roberto Torres Gonzales
Roberto Torres Gonzales (Chota, Cajamarca 9 de octubre de 1959) es un economista y político peruano. Exalcalde de Chiclayo (1 de enero de 2007 - 30 de septiembre de 2014).
Fue detenido por ser cabecilla de la red criminal denominada “Los limpios de la corrupción”, en referencia al nombre de su partido político: Manos limpias.
Actualmente purga prisión por diversos delitos de corrupción cometidos en su período de alcalde, junto a otros exfuncionarios ediles.

## Biografía
Nació en Chota, departamento de Cajamarca. Emigró a Chiclayo. Hizo sus estudios primarios en el Colegio N.º 11003-Campodónico y los secundarios en la Institución Educativa Karl Weiss de Chiclayo. Entre 1977 y 1983 hizo sus estudios en Economía en la Universidad Inca Garcilaso de la Vega en Lima; nunca ejerció la profesión. Entre 1984 y 2005 trabajó como vendedor de boletos en la empresa de transportes informal de su padre.

## Carrera Política
En el año 2004, funda el Movimiento Regional Manos Limpias y en las elecciones regionales y municipales del Perú de 2006 se inicia políticamente postulando a la alcaldía provincial de Chiclayo siendo electo alcalde para el periodo 2007-2010, principalmente por los votos de inmigrantes cajamarquinos.
En febrero del 2010 anuncia su postulación a la reelección como alcalde provincial de Chiclayo por su agrupación política siendo reelegido en las Elecciones regionales y municipales de octubre del 2010.
En julio de 2012 se inició una investigación preventiva por 60 días contra Roberto Torres por la Obra de Mejoramiento de Redes de la ciudad de Chiclayo por los presuntos delitos contra la Salud Pública y el Medio Ambiente.
Se ordenó hacer efectiva inhabilitación en su contra, por haber sido sentenciado por delito de peculado de uso, pero en noviembre de 2012 reasumió la Alcaldía de Chiclayo tras apelar el retiro del cargo habiendo estado 60 días inhabilitado por el Jurado Nacional de Elecciones, asimismo presentó recurso de agravio al Tribunal Constitucional peruano, el cual falló a su favor. La regidora Elizabeth Montenegro Dávila asumió provisionalmente el cargo que dejó Torres Gonzales.
En mayo de 2013 tras un proceso de investigación, la Policía Anticorrupción concluyó que hubo sobrevaloración y direccionamiento en la licitación para la compra de maquinaria para recojo de basura por parte de la Municipalidad de Chiclayo; no se incluiría al alcalde en aquella investigación. En enero de 2014 la Superintendencia Nacional de Aduanas y de Administración Tributaria informó deudas de la Municipalidad de Chiclayo por concepto de Essalud (S/.28’359.126), ONP (S/.21’062.977) y Tesoro Público (S/.6’729.008).
Ante las denuncias de corrupción, la sociedad civil y los colectivos de Chiclayo realizaron movilizaciones contra su gestión.
En febrero de 2014 Torres anunció su candidatura para las elecciones municipales de la provincia de Chiclayo, pretendiendo asumir un tercer mandato consecutivo. El Registro Nacional de Identificación y Estado Civil (RENIEC) logró detectar irregularidades en las firmas presentadas por su agrupación política "Manos Limpias" por causal de falsificación.

### Detención
En septiembre de 2014 el Poder Judicial pidió orden de captura en su contra, sus funcionarios ediles, proveedores, su hija, su pareja sentimental y dos regidores; acusado de formar una organización delictiva, denominada "Los limpios de la corrupción". Tras permanecer 8 días en la clandestinidad y ser derrotado en las Elecciones Municipales fue capturado por la policía en el pueblo de Mocupe del Distrito de Lagunas. La Contraloría General de la República y el Ministerio Público iniciaron un operativo denominado "Chiclayo" interviniendo en la municipalidad provincial, en la Entidad Prestadora de Saneamiento de Lambayeque (Epsel), el Servicio de Administración Tributaria de Chiclayo (Satch) y la Sociedad de Beneficencia Pública.

## Procesos Penales
En marzo de 2015 César Nakasaki renunció a la defensa de Roberto Torres por "discrepancias con el cliente de cómo llevar el patrocinio, el cliente no brinda la documentación requerida, oculta hechos relevantes para el patrocinio, entre otros". En mayo de 2015 se realizó la captura de más integrantes de la red criminal, entre los cuales figuraban Vilma Torres y Napoleón Gonzales, ambos parientes de Torres Gonzales.
En julio de 2016 su abogado Luis Verona Sampértegui decidió renunciar a la defensa legal que venía ejerciendo desde noviembre del año 2014.

### Condena
Torres Gonzales recibió dos condenas de 4 y 7 años, por el delito de colusión, en febrero de 2018, 6 años por el pago de una coima a un perito fiscal y el 2020, 4 años más por colusión; asimismo, fue absuelto de procesos como el que se le venía siguiendo por supuestamente haber utilizado un certificado médico falso para justificar su inasistencia a una audiencia judicial en septiembre del 2014.

### Vídeos
- El destructor de Chiclayo I
- El destructor de Chiclayo II
- Obras de alcantarillado inundan calles con malos olores y basura
- Alcalde de Chiclayo favorece a familia de su novia

| Predecesor: Arturo Castillo | Alcalde de Chiclayo 2007 - 2014 | Sucesor: David Cornejo Chinguel |

- Datos: Q6110027
- Multimedia: Roberto Torres Gonzales / Q6110027